# Diocèse de Fairbanks
Le diocèse de Fairbanks (en latin : dioecesis de Fairbanks) est une circonscription ecclésiastique de l'Église catholique en Alaska (États-Unis). Il couvre la plus grande partie septentrionale de l'Alaska, ce que l'on appelle le Grand Nord. La préfecture apostolique de 1894, divisée en trois, devient diocèse de Fairbanks en 1962. Il est suffragant de l'archidiocèse d'Anchorage-Juneau.

## Territoire
Le diocèse couvre le nord de l'Alaska. Il comprend :
- les quatre boroughs de Denali, Fairbanks North Star, North Slope et Northwest Arctic ;
- une partie de l'unorganized borough, à savoir : les census areas de Bethel, Nome, Southeast Fairbanks, Wade Hampton et Yukon-Koyukuk.

Son territoire s'étend sur 1 061 508 km², avec 46 paroisses desservies par 20 prêtre et 25 diacres (2023).
Son siège est la cathédrale du Sacré-Cœur, consacrée en 1966. Les 4 premières années, l'église faisant office de cathédrale était l'église de l'Immaculée-Conception.

## Histoire
La préfecture apostolique d'Alaska est créée le 27 juillet 1894, par détachement du diocèse de New Westminster et du diocèse de Victoria, en Colombie-Britannique. Elle est érigée en vicariat apostolique d'Alaska le 22 décembre 1916. En 1951, le diocèse de Juneau est créé par détachement : le vicariat est renommé "vicariat apostolique d'Alaska du Nord".
Le vicariat est lui-même érigé en diocèse le 8 août 1962 et change de nom à cette même date pour devenir le diocèse de Fairbanks.
En 1966, l'archidiocèse d'Anchorage est érigé par détachement du diocèse de Juneau et devient siège métropolitain pour les 3 diocèses alaskains.
Le 11 novembre 2019, le Saint-Siège retire le diocèse de la liste des diocèses de mission, transférant sa responsabilité de la Congrégation pour l'évangélisation des peuples à la Congrégation pour les évêques.

## Ordinaires

### Préfets apostoliques d'Alaska
- 27 juillet 1894-13 septembre 1897 : Pasquale Tosi, missionnaire jésuite, premier préfet apostolique d'Alaska.
- 16 mars 1897-28 mars 1904 : Jean-Baptiste René, s.j., préfet apostolique d'Alaska.
- 28 mars 1904-22 décembre 1916 : Joseph-Raphael Crimont, s.j., préfet apostolique d'Alaska.

### Vicaires apostoliques d'Alaska
- 22 décembre 1916 - † 20 mai 1945 : Joseph-Raphael Crimont, s.j., vicaire apostolique d'Alaska.
- 20 mai 1945 - † 19 juillet 1947 : Walter J. Fitzgerald (Walter James Fitzgerald), s.j., vicaire apostolique d'Alaska.
- 8 janvier 1948 - 8 août 1962 : Francis D. Gleeson (Francis Doyle Gleeson), s.j., vicaire apostolique d'Alaska.

### Évêques
- 8 août 1962 - 15 novembre 1968 : Francis D. Gleeson (Francis Doyle Gleeson), s.j., évêque de Fairbanks.
- 15 novembre 1968 - 1er juin 1985 : Robert L. Whelan (Robert Louis Whelan), s.j.
- 1er juin 1985 - † 6 août 2000 : Michaël J. Kaniecki (Michaël Joseph Kaniecki), s.j.
- 6 août 2000 - 7 juin 2002 : siège vacant
- 7 juin 2002 - 20 septembre 2013 : Donald J. Kettler (Donald Joseph Kettler), nommé évêque de Saint Cloud (en) (Minnesota)
- 20 septembre 2013 - 8 novembre 2014 : siège vacant (administrateur apostolique: Roger Lawrence Schwietz, archevêque d'Anchorage)
- 8 novembre 2014 - 12 juillet 2022 : Chad W. Zielinski (Chad William Zielinski)
- 27 septembre 2022 - 11 juillet 2023 : siège vacant (administrateur apostolique : Andrew Eugene Bellisario, c.m.
- depuis le 11 juillet 2023 : Steven Maekawa (en) (Steven John Maekawa)

### Articles liés
- Liste des juridictions catholiques aux États-Unis
- Église catholique aux États-Unis